# Rui Vasques Ribeiro
Rui Vasques Ribeiro (1300 -?) foi um nobre do Reino de Portugal e o 2.º senhor do morgado de Soalhães, localizado em Soalhães, freguesia portuguesa do concelho de Marco de Canaveses, instituído em 1 de Maio de 1325).

## Relações familiares
Foi filho de Vasco Anes de Soalhães e de Leonor Rodrigues Ribeiro, filha de Rodrigo Afonso Ribeiro e de Maria Pires de Tavares (1200 -?). 
Foi casado por duas vezes, a primeira com Marinha Gonçalves de Chacim (1310 -?), filha de Fernão Gonçalves de Chacim (1280 -?) e de Teresa Martins da Cunha (1280 -?), de quem teve:
1. Teresa Rodrigues Ribeiro (1320 -?) casada com Gonçalo Mendes de Vasconcelos, alcaide-mor de Coimbra,
2. Catarina Rodrigues Ribeiro (1350 -?) casada com D. Fernão Lopes Pacheco, alcaide-mor de Santarém.

O segundo casamento foi com Margarida Gonçalves de Sousa (ou de Briteiros) (1300 -?) que procedeu à elaboração do seu testamento em 22 de abril de 1399 e foi filha de Gonçalo Anes de Briteiros (1270) e de Maria Afonso Chichorro (1280 -?), de quem teve:
1. D. Beatriz de Sousa casada com Henrique Manuel,
2. D. Margarida de Sousa (1320 -?).